# Produits agroalimentaires traditionnels de Basilicate
Les Produits agroalimentaires traditionnels de Basilicate, reconnus par le ministère des Politiques agricoles, alimentaires et forestières (MIPAAF), sur la proposition du gouvernement de la région de Basilicate sont présentés dans la liste qui suit. La dernière mise à jour est du 7 juin 2012, date de la dernière révision des PAT (produits agroalimentaires traditionnels).

## Liste des produits
| N° | Dénomination                                | Secteur                                                                          |
| -- | ------------------------------------------- | -------------------------------------------------------------------------------- |
| 1  | liquore al sambuco di Chiaromonte           | Boissons alcoolisées, spiritueux et liqueurs                                     |
| 2  | agnello delle dolomiti lucane               | Viandes (et abats) et leurs préparations                                         |
| 3  | capocollo                                   | Viandes (et abats) et leurs préparations                                         |
| 4  | carne podolica lucana                       | Viandes (et abats) et leurs préparations                                         |
| 5  | gelatina di maiale                          | Viandes (et abats) et leurs préparations                                         |
| 6  | involtini di cotenna                        | Viandes (et abats) et leurs préparations                                         |
| 7  | lard                                        | Viandes (et abats) et leurs préparations                                         |
| 8  | ncandarata                                  | Viandes (et abats) et leurs préparations                                         |
| 9  | pancetta                                    | Viandes (et abats) et leurs préparations                                         |
| 10 | pezzente                                    | Viandes (et abats) et leurs préparations                                         |
| 11 | prosciutto crudo                            | Viandes (et abats) et leurs préparations                                         |
| 12 | salsiccia                                   | Viandes (et abats) et leurs préparations                                         |
| 13 | salsiccia a catena                          | Viandes (et abats) et leurs préparations                                         |
| 14 | soppressata                                 | Viandes (et abats) et leurs préparations                                         |
| 15 | ungrattnoat                                 | Viandes (et abats) et leurs préparations                                         |
| 16 | Caciocavallo                                | Fromages                                                                         |
| 17 | Cacioricotta                                | Fromages                                                                         |
| 18 | caprino                                     | Fromages                                                                         |
| 19 | casieddo ou casieddu                        | Fromages                                                                         |
| 20 | falagone                                    | Fromages                                                                         |
| 21 | manteca                                     | Fromages                                                                         |
| 22 | Mozzarella                                  | Fromages                                                                         |
| 23 | paddraccio                                  | Fromages                                                                         |
| 24 | pecorino                                    | Fromages                                                                         |
| 25 | pecorino misto                              | Fromages                                                                         |
| 26 | scamorza                                    | Fromages                                                                         |
| 27 | toma                                        | Fromages                                                                         |
| 28 | treccia dura                                | Fromages                                                                         |
| 29 | fagiolo di muro lucano                      | Produits végétaux à l'état naturel ou transformés                                |
| 30 | fagiolo di san gaudioso                     | Produits végétaux à l'état naturel ou transformés                                |
| 31 | fagiolo zeminelle                           | Produits végétaux à l'état naturel ou transformés                                |
| 32 | farina di germana "iermana"                 | Produits végétaux à l'état naturel ou transformés                                |
| 33 | farina di granone "quarantino"              | Produits végétaux à l'état naturel ou transformés                                |
| 34 | farina di mischiglio                        | Produits végétaux à l'état naturel ou transformés                                |
| 35 | farina di carosella                         | Produits végétaux à l'état naturel ou transformés                                |
| 36 | fasulo rosso (scritt)                       | Produits végétaux à l'état naturel ou transformés                                |
| 37 | lampascioni                                 | Produits végétaux à l'état naturel ou transformés                                |
| 38 | lenticchia di potenza                       | Produits végétaux à l'état naturel ou transformés                                |
| 39 | lupino del pollino                          | Produits végétaux à l'état naturel ou transformés                                |
| 40 | ndussa                                      | Produits végétaux à l'état naturel ou transformés                                |
| 41 | oliva da forno di ferrandina                | Produits végétaux à l'état naturel ou transformés                                |
| 42 | olive nere secche                           | Produits végétaux à l'état naturel ou transformés                                |
| 43 | patata rossa di terranova del pollino       | Produits végétaux à l'état naturel ou transformés                                |
| 44 | Peperoni cruschi                            | Produits végétaux à l'état naturel ou transformés                                |
| 45 | pomodoro secco "cietta'icale di tolve"      | Produits végétaux à l'état naturel ou transformés                                |
| 46 | pomodori sott’olio                          | Produits végétaux à l'état naturel ou transformés                                |
| 47 | rafano                                      | Produits végétaux à l'état naturel ou transformés                                |
| 48 | raspascione di Vigianello                   | Produits végétaux à l'état naturel ou transformés                                |
| 49 | risciola                                    | Produits végétaux à l'état naturel ou transformés                                |
| 50 | biscotto a olto di latronico                | Pâtes fraîches et produits de boulangerie, biscuiterie, pâtisserie et confiserie |
| 51 | biscotti glassati                           | Pâtes fraîches et produits de boulangerie, biscuiterie, pâtisserie et confiserie |
| 52 | calzoni di ceci                             | Pâtes fraîches et produits de boulangerie, biscuiterie, pâtisserie et confiserie |
| 53 | carchiola                                   | Pâtes fraîches et produits de boulangerie, biscuiterie, pâtisserie et confiserie |
| 54 | cicerata                                    | Pâtes fraîches et produits de boulangerie, biscuiterie, pâtisserie et confiserie |
| 55 | gelatina dolce di maiale                    | Pâtes fraîches et produits de boulangerie, biscuiterie, pâtisserie et confiserie |
| 56 | gugliaccio di san costantino albanese       | Pâtes fraîches et produits de boulangerie, biscuiterie, pâtisserie et confiserie |
| 57 | la starzzata                                | Pâtes fraîches et produits de boulangerie, biscuiterie, pâtisserie et confiserie |
| 58 | Migliaccio                                  | Pâtes fraîches et produits de boulangerie, biscuiterie, pâtisserie et confiserie |
| 59 | mostaccioli                                 | Pâtes fraîches et produits de boulangerie, biscuiterie, pâtisserie et confiserie |
| 60 | shtridhla                                   | Pâtes fraîches et produits de boulangerie, biscuiterie, pâtisserie et confiserie |
| 62 | picciddat castelluccese                     | Pâtes fraîches et produits de boulangerie, biscuiterie, pâtisserie et confiserie |
| 63 | pizza con i cigoli di maiale                | Pâtes fraîches et produits de boulangerie, biscuiterie, pâtisserie et confiserie |
| 64 | pizza rustica (cazzola, scarcedda, cuzzola) | Pâtes fraîches et produits de boulangerie, biscuiterie, pâtisserie et confiserie |
| 65 | polenta di nemoli                           | Pâtes fraîches et produits de boulangerie, biscuiterie, pâtisserie et confiserie |
| 66 | raskatiell di legumi di fardella            | Pâtes fraîches et produits de boulangerie, biscuiterie, pâtisserie et confiserie |
| 67 | ravioli                                     | Pâtes fraîches et produits de boulangerie, biscuiterie, pâtisserie et confiserie |
| 68 | rosacatarra                                 | Pâtes fraîches et produits de boulangerie, biscuiterie, pâtisserie et confiserie |
| 69 | sanguinaccio                                | Pâtes fraîches et produits de boulangerie, biscuiterie, pâtisserie et confiserie |
| 70 | shtridhla                                   | Pâtes fraîches et produits de boulangerie, biscuiterie, pâtisserie et confiserie |
| 71 | timpallo rustico del pollino                | Pâtes fraîches et produits de boulangerie, biscuiterie, pâtisserie et confiserie |
| 72 | u' pastizz rtunnar                          | Pâtes fraîches et produits de boulangerie, biscuiterie, pâtisserie et confiserie |
| 73 | u' zuzumagliu                               | Pâtes fraîches et produits de boulangerie, biscuiterie, pâtisserie et confiserie |
| 74 | miele lucano (r'miel)                       | Produits d'origine animale (miel, produits laitiers, à l'exclusion du beurre)    |
| 75 | ricotta                                     | Produits d'origine animale (miel, produits laitiers, à l'exclusion du beurre)    |
| 76 | ricotta forte                               | Produits d'origine animale (miel, produits laitiers, à l'exclusion du beurre)    |
| 77 | ricotta salata                              | Produits d'origine animale (miel, produits laitiers, à l'exclusion du beurre)    |